# Rafael Osuna
Rafael Osuna Herrera, mehiški tenisač, * 15. september 1938, Ciudad de México, Mehika, † 4. junij 1969, Monterrey, Mehika.  
Rafael Osuna je največji uspeh v posamični konkurenci dosegel leta 1963, ko je osvojil turnir za Nacionalno prvenstvo ZDA, v finalu je premagal Franka Froehlinga. Na turnirjih za Prvenstvo Anglije se je najdlje uvrstil v četrtfinale v letih 1962, 1964 in 1965, na turnirjih za Amatersko prvenstvo Francije pa v četrti krog leta 1964. V konkurenci moških dvojic je dvakrat osvojil Prvenstvo Anglije ter enkrat Nacionalno prvenstvo ZDA, kjer je še dvakrat zaigral v finalu. Leta 1962 se je z mehiško reprezentanco uvrstil v finale Davisovega pokala. 4. junija 1969 je umrl v letalski nesreči pri Monterreyu star trideset let. Leta 1979 je bil posmrtno sprejet v Mednarodni teniški hram slavnih.

## Finali Grand Slamov

### Posamično (1)

#### Zmage (1)
| Leto | Turnir                   | Nasprotnik v finalu | Rezultat finala |
| 1963 | Nacionalno prvenstvo ZDA | Frank Froehling     | 7–5, 6–4, 6–2   |

### Moške dvojice (5)

#### Zmage (3)
| Leto | Turnir                       | Partner         | Nasprotnika v finalu              | Rezultat finala           |
| 1960 | Prvenstvo Anglije            | Dennis Ralston  | Mike Davies Bobby Wilson          | 7–5, 6–3, 10–8            |
| 1962 | Nacionalno prvenstvo ZDA (2) | Antonio Palafox | Chuck McKinley Dennis Ralston     | 6–4, 10–12, 1–6, 9–7, 6–3 |
| 1963 | Prvenstvo Anglije            | Antonio Palafox | Jean-Claude Barclay Pierre Darmon | 4–6, 6–2, 6–2, 6–2        |

#### Porazi (2)
| Leto | Turnir                       | Partner         | Nasprotnika v finalu          | Rezultat finala          |
| 1961 | Nacionalno prvenstvo ZDA     | Antonio Palafox | Chuck McKinley Dennis Ralston | 3–6, 4–6, 6–2, 11–13     |
| 1963 | Nacionalno prvenstvo ZDA (2) | Antonio Palafox | Chuck McKinley Dennis Ralston | 7–9, 6–4, 7–5, 3–6, 9–11 |